# Reciprocus regalis
Reciprocus regalis is een mosdiertjessoort uit de familie van de Urceoliporidae. De wetenschappelijke naam van de soort is voor het eerst geldig gepubliceerd in 1988 door Gordon.